# Karel II. z Elbeufu
Karel II., vévoda z Elbeufu (5. listopadu 1596, Paříž – 5. listopadu 1657, Hôtel d'Elbœuf), byl francouzský šlechtic, syn vévody Karla I. z Elbeufu a jeho manželky Markéty de Chabot. V roce 1605 se po svém otci stal vévodou z Elbeufu.

## Životopis
V roce 1607 vstoupil na francouzský královský dvůr a stal se kamarádem budoucího krále Ludvíka XIII. Když Ludvík dosáhl zletilosti, byl Karel jmenován velkým francouzským komorníkem. Byl věrným služebníkem krále, pomáhal při konfliktech s Marií Medicejskou, kardinálem Richelieu a hugenoty. Vévoda z Longueville, normandský guvernér, který byl loajální královně Marii, vedl povstání proti králi a založil tábory v Orival poblíž Elbeufu. Král a Richelieu byli hlavními cíli povstání a Karel byl jmenován normandským guvernérem. Zúčastnil se obléhání Rochelle, ale byl zraněn u Saint-Jean-d'Angély. Dostal další post pikardského guvernéra.
Zemřel v Paříži v roce 1657.

## Manželství a potomci

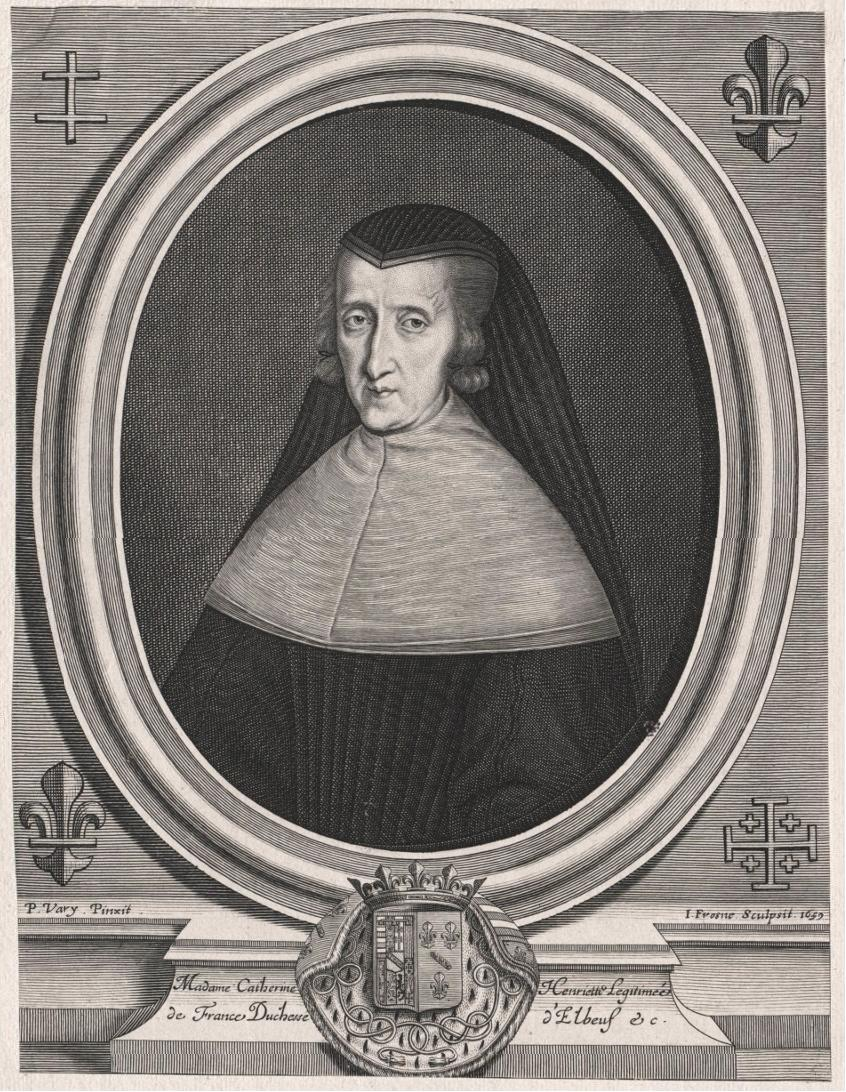
Kateřina Jindřiška Bourbonská

Dne 20. června 1619 se oženil s Kateřinou Jindřiškou Bourbonskou, zvanou Mademoiselle de Vendôme, nemanželskou dcerou krále Jindřicha IV. Francouzského a Gabrielle d'Estrées. Měli šest dětí:
- Karel III. Elbeufský (1620 – 4. května 1692).
- Jindřich (1622 – 3. dubna 1648) se nikdy neoženil; opat z Hombieres.
- hrabě František Ludvík z Harcourtu (1623 – 27. června 1694), ženatý a měl potomstvo.
- kníže František Marie z Lillebonne (4. dubna 1624 – 19. ledna 1694); ženatý a měl potomstvo.
- Kateřina (1626–1645).
- Marie Markéta (1629 – 7. srpna 1679) známá jako Mademoiselle d'Elboeuf; zemřela svobodná a bezdětná.

Dítě s Janou-Františkou Schottovou:
- Šarlota Františka Adrienne, narozená 1638.